# On Joo-wan
Dans ce nom coréen, le nom de famille, On, précède le nom personnel.
On Joo-wan (hangeul : 온주완) est un acteur sud-coréen, né le 11 décembre 1983 à Daejeon.

## Filmographie

### Films
- 2004 : Flying Boys (발레 교습소) de Byun Young-joo : Lee Chang-seop
- 2005 : The Aggressives (태풍태양) de Jeong Jae-eun : Jjaeng
- 2005 : The Peter Pan Formula (피터팬의 공식) de Jo Chang-ho : Kim Han-soo
- 2006 : f You Were Me 2 (다섯 개의 시선) des divers réalisateurs : l’employé
- 2006 : The City of Violence (짝패) de Ryoo Seung-wan : Teen Dea-soo
- 2006 : Bloody Tie (사생결단) de Choi Ho : Yoo Seong-geun
- 2007 : The Cut (해부학교실) de Son Tae-woong : Joong-suk
- 2008 : My Mighty Princess (무림여대생) de Kwak Jae-yong : Il-yeong
- 2012 : L'Ivresse de l'argent (돈의 맛) de Im Sang-soo : Yoon-cheol
- 2013 : The Five (더 파이브) de Jeong Yeon-shik : Jae-wook
- 2014 : Obsessed (인간중독) de Kim Dae-woo : Kyeong Woo-jin
- 2016 : Don't Forget Me (나를 잊지 말아요) de Yoon-jung Lee : Kim Dong-geon
- 2016 : Time Renegades (시간이탈자) de Kwak Jae-yong : le professeur Park
- 2017 : The Way (길) de Jung In-bong : le jeune chauffeur
- 2020 : Honest Candidate (정직한 후보) de Jang Yu-jeong :  Kim Joon-young

### Téléfilms
- 2012 : Natural Burials - The Movie (수목장) de Park Gwang-choon : Jeong-hoon
- 2014 : Drama Special: Illegal Parking (부정주차) de Park Jin-seok : No Jeong-do

### Séries télévisées
- 2002 : Rustic Period (야인시대) de Jang Hyeong-il : l’étudiant japonais
- 2005 : A Typhoon in that Summer (그 여름의 태풍) de Hwang Hyeok et Lee Kwan-hee : Han Ji-hoon
- 2007 : Chosun Police (별순검 시즌) de Kim Byeong-soo et Lee Seung-yeong : Kim Kang-woo (saison 1)
- 2011 : My Love By My Side (내사랑 내곁에) de Kim Sa-kyeong : Go Seok-bin
- 2012 : Twelve Men in a Year (일년에 열두남자) de Oh Jong-rok : Cha Jin-oh
- 2012 : Natural Burials (수목장) de Park Gwang-choon : Jeong-hoon
- 2013 : The Blade and Petal (칼과 꽃) de Kim Yong-soo et Park Jin-seok : Jang
- 2014 : Surplus Princess ou The Idle Mermaid (잉여공주) de Baek Seung-ryong : Lee Hyeon-myeong
- 2014 : Punch (펀치) de Lee Myeong-woo : Lee Ho-seong
- 2015 : The Time We Were Not in Love (너를 사랑한 시간) de Jo Soo-won : lui-même (caméo, épisode 2)
- 2015 : The Village: Achiara's Secret (마을 – 아치아라의 비밀) de Lee Yong-suk : Seo Ki-hyeon
- 2016 : Beautiful Gong Shim (미녀 공심이) de Baek Soo-chan et Nam Tae-jin : Seok Joon-soo
- 2017 : Man Who Sets the Table (밥상 차리는 남자) de Joo Sung-woo : Jeong Tae-yang
- 2019 : The Lies Within (모두의 거짓말) de Lee Yoon-jung : Jin Young-min

## Théâtre
- 2016 : Newsies de Harvey Fierstein : Jack Kelly

## Distinctions

### Récompenses
- Festival international du film de Dubaï 2006 : Meilleur acteur dans The Peter Pan Formula (피터팬의 공식)
- Golden Cinematography Awards 2007 : Meilleur nouvel acteur dans The Peter Pan Formula (피터팬의 공식)
- SBS Drama Awards 2016 : Prix d’interprétation spéciale dans une comédie dramatique romantique dans Beautiful Gong Shim (미녀 공심이)

### Nominations
- Blue Dragon Film Awards 2006 : Meilleur nouvel acteur dans The Peter Pan Formula (피터팬의 공식)
- Korean Film Awards 2006 : Meilleur nouvel acteur dans The Peter Pan Formula (피터팬의 공식)
- Baeksang Arts Awards 2007 : Meilleur nouvel acteur dans The Peter Pan Formula (피터팬의 공식)